# Centro Europeo para el Desarrollo de la Formación Profesional
El Centro Europeo para el Desarrollo de la Formación Profesional (o  Cedefop) es una agencia de la Unión Europea. Creado en 1975, el Cedefop tiene su sede en Tesalónica, Grecia. Su función es apoyar el desarrollo de la formación profesional y las políticas de formación en toda la Unión Europea.
Cedefop emprende esta tarea mediante el análisis y la difusión de información sobre la formación profesional y los sistemas de formación, y sobre las políticas relacionadas, la investigación y la práctica. En efecto, el Cedefop proporciona la evidencia que ayuda a los responsables políticos a tomar decisiones en el campo de la educación y la formación profesional, por lo que la agencia del centro de competencia para las políticas relacionadas con la toma de toda la UE.
El Centro proporciona resultados de la investigación, análisis, asesoramiento sobre políticas y la información comparativa. También reúne a las diversas partes interesadas - incluyendo los sindicatos y las asociaciones de empleadores - en sus conferencias y talleres. Los temas que cubre abarcan la orientación y asesoramiento; períodos de formación para los trabajadores mayores, la previsión de la demanda y la oferta de destrezas, el reconocimiento y la validación del aprendizaje que se lleva a cabo fuera del sistema educativo y el desarrollo de los marcos de certificación profesional.
El Cedefop es una de las agencias europeas más antiguas. Fue fundada en 1975 en Berlín Occidental, y se trasladó a Tesalónica en 1995. El Centro está dirigido por un Consejo de Administración en la que los gobiernos nacionales, los sindicatos, las organizaciones de empleadores, y la Comisión Europea están representados.